# Johnson County War
Johnson County War är en tysk-amerikansk TV-serie i tre delar, från 2002.

## Om serien
Serien är inspelad i Calgary och visades första gången i USA den 24 augusti 2002.

## Rollista
- Tom Berenger - Cain Hammett
- Luke Perry - Harry Hammett
- Adam Storke - Dale Hammett
- Michelle Forbes - Rory Hammett
- Burt Reynolds - Hunt Lawton
- Rachel Ward  - Queenie